# 中国麻风防治协会
中国麻风防治协会是中华人民共和国麻风病防治工作者组成的群众性学术团体，是中国科学技术协会主管的社会团体，1985年3月成立。

## 歷史
中国麻风防治协会的前身是1926年成立的中华麻风救济会。1949年上海戰役後更名为中华麻风协会。1954年12月6日，中華人民共和國卫生部決定將中华麻风协会劃歸上海市卫生局管轄。1958年底中华麻风协会停辦。1985年3月，协会恢复成立，並且重新起名為中国麻风防治协会，由中華人民共和國卫生部主管，同时加入中国科协。